# Monti Sankwala
I Monti Sankwala sono una catena montuosa situata nella Local government area di Obanliku, nello Stato di Cross River in Nigeria.
La catena montuosa si trova a sudest della città di Obudu, a nord della sezione di Okwangwo del Cross River National Park. I monti raggiungono un'altezza media di circa 1800 m slm.

## Clima e attività turistiche
I Monti Sankwala sono caratterizzati da un clima fresco, che ha favorito negli anni recenti un flusso turistico verso l'altopiano di Obudu.
La richiesta di attività turistiche nella zona ha portato allo sviluppo del resort dei Monti Obudu su una delle dorsali di queste montagne, nota come dorsale di Oshie.